# Ansgar Schmidt
Ansgar Schmidt OSB (* 1945) ist ein deutscher Benediktiner.

## Leben
Schmidt wuchs in Frankfurt auf und studierte in Münster, Tübingen, München und Trier Theologie. Er legte 1967 die Profess in der Benediktinerabtei St. Matthias ab. Vor seiner Wahl zum Abt der Benediktinerabtei St. Matthias 1981 war er Cellerar. 1991 wurde er zeitweise auch Administrator des Priorats Huysburg bei Halberstadt, im Oktober 1993 entsandte er Athanasius Polag, seinen Vorgänger als Abt von St. Matthias, als Prior nach Huysburg. Nach drei achtjährigen Amtszeiten verzichtete Schmidt 2005 auf eine erneute Wiederwahl zum Abt von St. Matthias, sein Nachfolger wurde Ignatius Maaß. Kurz zuvor wurde Schmidt im September 2004 zum Abtpräses der Kongregation von der Verkündigung der seligen Jungfrau Maria gewählt. Diese Aufgabe nahm er bis 2018 wahr.
Für die Finanzen der Kongregation ist er als Mitglied im Rat des Präses weiterhin verantwortlich. In der Abtei St. Matthias kümmert er sich um das Gästehaus und den halbjährlich erscheinenden Mattheiser Brief.